# Manuel Arteaga
Manuel Alejandro Arteaga Rubianes (Maracaibo, 17 giugno 1994) è un calciatore venezuelano con passaporto spagnolo, attaccante dei T.B. Rowdies.

## Carriera

### Club
Il 31 agosto 2012 il Parma ufficializza il suo acquisto in prestito per 150.000 euro con diritto di riscatto fissato a 700.000 euro; il giocatore ha firmato un contratto quadriennale con i ducali. A fine stagione il giocatore non viene riscattato dalla società ducale e fa ritorno in patria, accasandosi allo Zulia.
Il 7 dicembre 2015 viene acquistato dal Palermo, con cui firma un contratto di quattro anni e mezzo, per una cifra vicina agli 800.000 euro; l'attaccante è stato presentato il 28 dicembre, ma l'acquisto è effettivo dal 4 gennaio. Il 25 gennaio 2016 viene mandato in prestito ai croati dell'Hajduk Spalato.

### Nazionale
Con la nazionale venezuelana Under-17 ha disputato, nel 2011, tre incontri mettendo a segno due reti. Il 7 agosto 2011 il CT della Vinotinto César Farías lo fa esordire nei minuti finali dell'amichevole contro El Salvador. Nel gennaio del 2012, con l'Under-20, disputa il campionato sudamericano di categoria.
Nel 2013 partecipa al campionato sudamericano Under-20, che non supera però la prima fase del torneo.

## Statistiche

### Presenze e reti nei club
Statistiche aggiornate al 25 gennaio 2016.
| Stagione                    | Squadra                     | Campionato                  | Campionato | Campionato | Coppe nazionali | Coppe nazionali | Coppe nazionali | Coppe continentali | Coppe continentali | Coppe continentali | Altre coppe | Altre coppe | Altre coppe | Totale | Totale |
| Stagione                    | Squadra                     | Comp                        | Pres       | Reti       | Comp            | Pres            | Reti            | Comp               | Pres               | Reti               | Comp        | Pres        | Reti        | Pres   | Reti   |
| --------------------------- | --------------------------- | --------------------------- | ---------- | ---------- | --------------- | --------------- | --------------- | ------------------ | ------------------ | ------------------ | ----------- | ----------- | ----------- | ------ | ------ |
| 2011-2012                   | Zulia                       | PD                          | 7          | 1          | CV              | -               | -               | -                  | -                  | -                  | -           | -           | -           | 7      | 1      |
| 2012-2013                   | Zulia                       | PD                          | 18         | 4          | CV              | -               | -               | -                  | -                  | -                  | -           | -           | -           | 18     | 4      |
| ago. 2013                   | Zulia                       | PD                          | 1          | 0          | CV              | -               | -               | -                  | -                  | -                  | -           | -           | -           | 1      | 0      |
| ago. 2012-2013              | Parma                       | A                           | -          | -          | CI              | -               | -               | -                  | -                  | -                  | -           | -           | -           | -      | -      |
| 2013                        | Zulia                       | PD                          | 16         | 4          | CV              | -               | -               | -                  | -                  | -                  | -           | -           | -           | 16     | 4      |
| 2013                        | Deportivo Anzoátegui        | PD                          | 10         | 4          | CV              | -               | -               | -                  | -                  | -                  | -           | -           | -           | 10     | 4      |
| 2014                        | Deportivo Anzoátegui        | PD                          | 10         | 1          | CV              | -               | -               | CL+CS              | 3+2                | 1+1                | -           | -           | -           | 15     | 3      |
| Totale Deportivo Anzoátegui | Totale Deportivo Anzoátegui | Totale Deportivo Anzoátegui | 20         | 5          |                 | -               | -               |                    | 5                  | 2                  |             | -           | -           | 25     | 7      |
| 2014-2015                   | Zulia                       | PD                          | 17         | 6          | CV              | -               | -               | -                  | -                  | -                  | -           | -           | -           | 17     | 6      |
| 2015-gen.2016               | Zulia                       | PD                          | 19         | 17         | CV              | -               | -               | -                  | -                  | -                  | -           | -           | -           | 19     | 17     |
| Totale Zulia                | Totale Zulia                | Totale Zulia                | 80         | 33         |                 | -               | -               |                    | -                  | -                  |             | -           | -           | 80     | 33     |
| gen. 2016                   | Palermo                     | A                           | -          | -          | CI              | -               | -               | -                  | -                  | -                  | -           | -           | -           | -      | -      |
| gen.-giu. 2016              | Hajduk Spalato              | PHNL                        | 2          | 0          | HNK             | -               | -               | -                  | -                  | -                  | -           | -           | -           | 2      | 0      |
| Totale carriera             | Totale carriera             | Totale carriera             | 102        | 38         |                 | -               | -               |                    | 5                  | 2                  |             | -           | -           | 107    | 40     |

### Cronologia presenze e reti in nazionale
| Cronologia completa delle presenze e delle reti in nazionale ― Venezuela | Cronologia completa delle presenze e delle reti in nazionale ― Venezuela | Cronologia completa delle presenze e delle reti in nazionale ― Venezuela | Cronologia completa delle presenze e delle reti in nazionale ― Venezuela | Cronologia completa delle presenze e delle reti in nazionale ― Venezuela | Cronologia completa delle presenze e delle reti in nazionale ― Venezuela | Cronologia completa delle presenze e delle reti in nazionale ― Venezuela | Cronologia completa delle presenze e delle reti in nazionale ― Venezuela |
| Data                                                                     | Città                                                                    | In casa                                                                  | Risultato                                                                | Ospiti                                                                   | Competizione                                                             | Reti                                                                     | Note                                                                     |
| ------------------------------------------------------------------------ | ------------------------------------------------------------------------ | ------------------------------------------------------------------------ | ------------------------------------------------------------------------ | ------------------------------------------------------------------------ | ------------------------------------------------------------------------ | ------------------------------------------------------------------------ | ------------------------------------------------------------------------ |
| 7-8-2011                                                                 | Washington                                                               | El Salvador                                                              | 2 – 1                                                                    | Venezuela                                                                | Amichevole                                                               | -                                                                        | 82’                                                                      |
| 11-2-2015                                                                | Barinas                                                                  | Venezuela                                                                | 2 – 1                                                                    | Honduras                                                                 | Amichevole                                                               | -                                                                        | 64’                                                                      |
| 4-2-2015                                                                 | San Pedro Sula                                                           | Honduras                                                                 | 2 – 3                                                                    | Venezuela                                                                | Amichevole                                                               | -                                                                        | 93’                                                                      |
| Totale                                                                   |                                                                          | Presenze                                                                 | 3                                                                        |                                                                          | Reti                                                                     | 0                                                                        |                                                                          |

## Palmarès
- USL Championship: 1

Phoenix Rising: 2023

### Individuale
- Capocannoniere della Primera División venezuelana: 1

2014-2015 (17 gol)